# Defiance (Deströyer 666)
Defiance è il quarto album discografico del gruppo musicale australiano Deströyer 666, pubblicato nel 2009 dalla Season of Mist.

## Tracce
Testi di K. K. Warslut, musiche di Shrapnel e Matt Razor.
1. Weapons of Conquest – 3:03
2. I Am Not Deceived – 4:37
3. Blood for Blood – 5:14
4. The Barricades Are Breaking – 3:38
5. A Stand Defiant – 4:46
6. A Path to Conflict – 4:37
7. A Thousand Plagues – 4:24
8. Human All Too Human – 6:04
9. A Sermon to the Dead – 5:04

## Formazione
- K. K. Warslut - voce e chitarra
- Shrapnel - chitarra
- Matt Razor - basso e cori
- Mersus - batteria e cori